# Vênus AC
Vênus AC is een Braziliaanse voetbalclub uit Abaetetuba in de staat Pará. 

## Geschiedenis
De club werd opgericht in 1949. Na een derde plaats in het staatskampioenschap van 1998 mocht het deelnemen aan de Campeonato Brasileiro Série C, waarin Venus 20ste van 65 clubs werd. 